# Coppa Suruga Bank 2016
La Coppa Suruga Bank 2016 ha opposto i vincitori della J. League Cup a quelli della Coppa Sudamericana.
Si è trattata della 9ª edizione della manifestazione.

## Finale
| Arbitro: | Ma Ning |

|  |           |            |
|  | Marcatori | 78’ Osorio |